# Mikele Barber
Mikele Ronisse Barber, detta Miki (Livingston, 4 ottobre 1980), è una velocista statunitense, campionessa mondiale della staffetta 4×100 metri a Osaka 2007.
È sorella gemella di Me'Lisa Barber, anch'essa velocista e plurimedagliata ai Mondiali.

## Palmarès
| Anno | Manifestazione      | Sede             | Evento      | Risultato  | Prestazione | Note                                    |
| ---- | ------------------- | ---------------- | ----------- | ---------- | ----------- | --------------------------------------- |
| 1998 | Mondiali juniores   | Annecy           | 400 m piani | 8ª         | 54"24       |                                         |
| 1998 | Mondiali juniores   | Annecy           | 4×400 m     | Bronzo     | 3'32"85     |                                         |
| 1999 | Universiadi         | Palma di Maiorca | 400 m piani | Argento    | 51"03       |                                         |
| 2001 | Universiadi         | Pechino          | 400 m piani | Bronzo     | 51"92       |                                         |
| 2007 | Giochi panamericani | Rio de Janeiro   | 100 m piani | Oro        | 11"02       | Record dei campionati                   |
| 2007 | Giochi panamericani | Rio de Janeiro   | 4×100 m     | Argento    | 43"62       |                                         |
| 2007 | Mondiali            | Osaka            | 4×100 m     | Oro        | 41"98       | Miglior prestazione mondiale stagionale |
| 2010 | Mondiali indoor     | Doha             | 60 m piani  | Semifinale | 7"24        |                                         |
| 2011 | Mondiali            | Taegu            | 100 m piani | Batteria   | 11"40       |                                         |